# Gândire critică

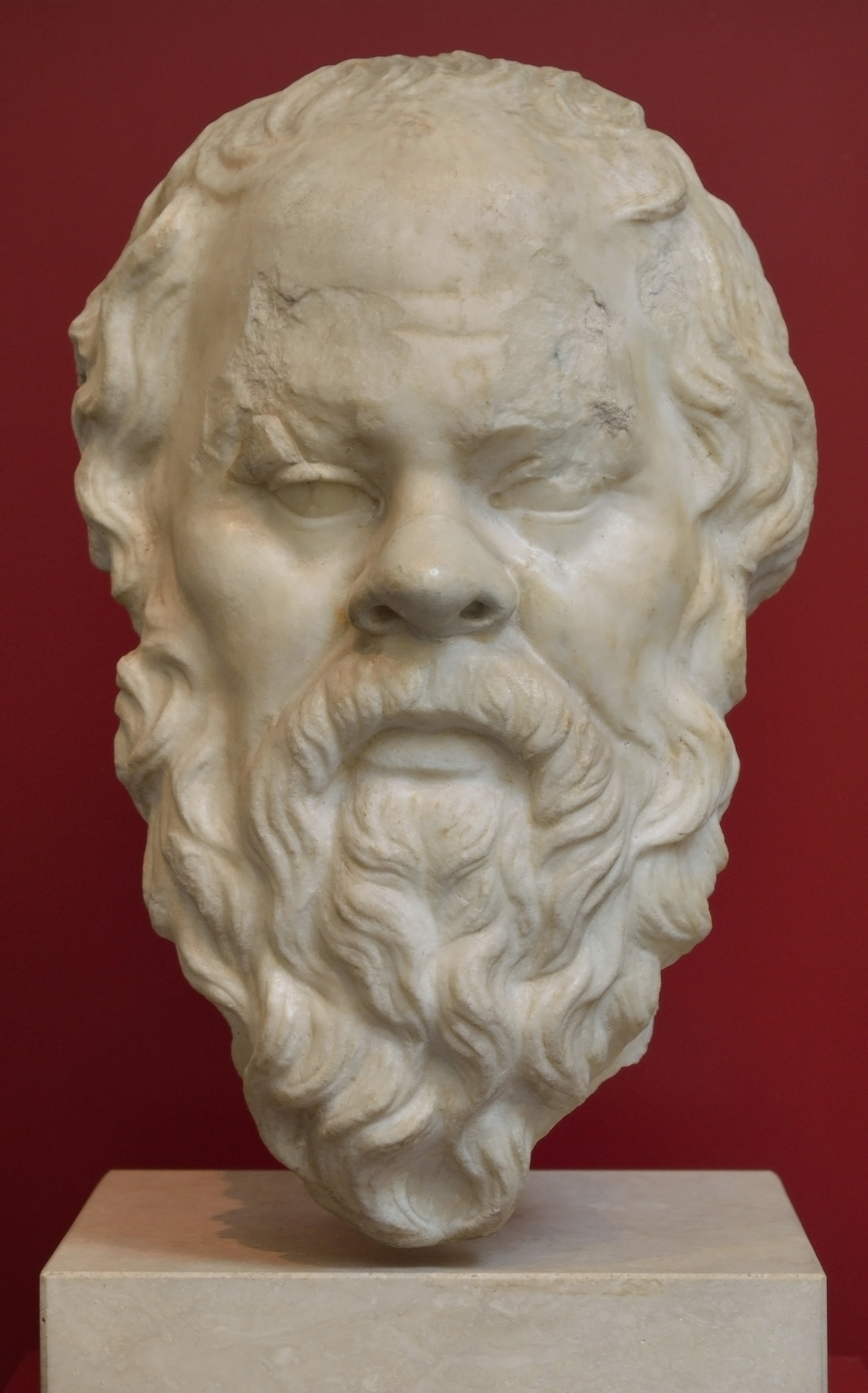
Sculptură a lui Socrate

Gândirea critică  constă din procesul mental de analiză sau evaluare a informației, dar mai ales din afirmații sau propoziții pretinse de unii oameni a fi adevărate. Ea duce la un proces de reflecție asupra înțelesului acestor afirmații, examinând dovezile și raționamentul oferit și judecând faptele. 

### Istorie
Cele mai vechi înregistrări ale gândirii critice sunt învățăturile lui Socrate înregistrate de Platon. Acestea au inclus o parte din dialogurile timpurii ale lui Platon, în care Socrate se angajează cu unul sau mai mulți interlocutori pe problema eticii, cum ar fi întrebarea dacă era corect ca Socrate să evadeze din închisoare. Filosoful a luat în considerare și a reflectat asupra acestei întrebări și a ajuns la concluzia că evadarea încalcă toate lucrurile pe care le ține mai sus decât el însuși: legile Atenei și vocea călăuzitoare pe care Socrate pretindea că o aude.
Socrate a stabilit faptul că nu se poate depinde de cei care dețin „autoritate” pentru a avea cunoștințe și înțelegeri solide. El a demonstrat că oamenii pot avea putere și poziție înaltă și totuși pot fi profund confuzi și iraționali. Socrate a susținut că pentru ca un individ să aibă o viață bună sau să aibă una care merită trăită, el trebuie să fie un interogator critic și să posede un suflet interogativ. El a stabilit importanța de a pune întrebări profunde care să cerceteze profund gândirea înainte de a accepta ideile ca demne de crezare.
Socrate a stabilit importanța „căutării de dovezi, examinând îndeaproape raționamentele și presupunerile, analizarea conceptelor de bază și urmărirea implicațiilor nu numai a ceea ce se spune, ci și a ceea ce se face”. Metoda sa de chestionare este acum cunoscută sub numele de „interogarea socratică” și este cea mai cunoscută strategie de predare a gândirii critice. În modul său de a pune întrebări, Socrate a evidențiat necesitatea gândirii pentru claritate și consistență logică. El le-a pus oamenilor întrebări pentru a le dezvălui gândirea irațională sau lipsa de cunoștințe de încredere. Socrate a demonstrat că a avea autoritate nu asigură o cunoaștere exactă. El a stabilit metoda de a pune sub semnul întrebării credințele, inspectând îndeaproape ipotezele și bazându-se pe dovezi și pe o rațiune solidă. Platon a consemnat învățăturile lui Socrate și a continuat tradiția gândirii critice. Aristotel și scepticii greci ulterioare au rafinat învățăturile lui Socrate, folosind gândirea sistematică și punând întrebări pentru a stabili adevărata natură a realității dincolo de felul în care lucrurile apar dintr-o privire.

### Etimologia și originea gândirii critice
În termenul de gândire critică, cuvântul „critic”, (gr. κριτικός = kritikos = „critic”) se referă la un concept filosofic⁠(d) care identifică capacitatea intelectuală și mijloacele de a judeca, și de a fi „capabil să discerne”. Rădăcinile intelectuale ale gândirii critice sunt la fel de vechi ca etimologia ei, urmăribile, în cele din urmă, în practica didactică și viziunea lui Socrate în urmă cu 2.500 de ani, care a descoperit printr-o metodă de sondare a întrebării că oamenii nu își puteau justifica rațional încrederea în propriile pretenții de cunoaștere.

### Definiții
În mod tradițional, gândirea critică a fost diferită definită după cum urmează:
- Procesul de conceptualizare, aplicare, analiză, sinteză și evaluare a informațiilor în mod activ și abil pentru a ajunge la un răspuns sau la o concluzie”[5]
- „Gândire disciplinată care este clară, rațională, deschisă la minte și bazată pe dovezi”[5]
- „Judecarea intenționată, de autoreglementare, care are ca rezultat interpretare, analiză, evaluare și inferență, precum și explicarea considerentelor probatorii, conceptuale, metodologice, criteriologice sau contextuale pe care se bazează acea judecată”[6]
- „Include angajamentul de a folosi rațiunea în formularea convingerilor noastre”[7]
- Abilitatea și tendința de a se angaja într-o activitate cu scepticism reflexiv (McPeck, 1981)[8]
- Gândirea la propria gândire într-o manieră concepută pentru a organiza și clarifica, crește eficiența și recunoaște erorile și părtinirile din propria gândire. Gândirea critică nu este gândire „dură” și nici nu este îndreptată către rezolvarea problemelor (altele decât „îmbunătățirea” propriei gândiri). Gândirea critică este îndreptată spre interior cu intenția de a maximiza raționalitatea gânditorului. Nu se folosește gândirea critică pentru a rezolva probleme - se folosește gândirea critică pentru îmbunătățirea propriului proces de gândire.[9]
- „Gândirea critică este un tip de model de gândire care cere oamenilor să fie reflexivi și să acorde atenție luării deciziilor care le ghidează convingerile și acțiunile. Gândirea critică le permite oamenilor să deducă cu mai multă logică, să proceseze informații sofisticate și să privească diferitele părți ale o problemă, astfel încât să poată produce concluzii mai solide.[10]
- Gândirea critică are șapte trăsături critice: a fi curios, deschis la minte către diferite părți,  capabil să gândească sistematic, analitic, persistent la adevăr, încrezător în gândirea critică în sine și, în sfârșit, a fi matur[11]
- Deși gândirea critică ar putea fi definită în mai multe moduri diferite, există un acord general în componenta sa cheie - dorința de a ajunge la un rezultat satisfăcător, iar acest lucru ar trebui atins printr-o gândire rațională și o manieră orientată către rezultate. Halpern consideră că gândirea critică implică în primul rând abilități învățate, cum ar fi rezolvarea de probleme, calculul și aplicarea probabilă cu succes. Include, de asemenea, tendința de a implica procesul de gândire. În ultima vreme, Stanovich credea că testarea IQ-ului modern ar putea măsura cu greu capacitatea gândirii critice.[12]

Savanții contemporani ai gândirii critice au extins aceste definiții tradiționale pentru a include calități, concepte și procese precum creativitatea, imaginația, descoperirea, reflecția, empatia, cunoașterea de conectare, teoria feministă, subiectivitatea, ambiguitatea și neconcludența. Unele definiții ale gândirii critice exclud aceste practici subiective.
1. Potrivit lui Ennis, „Gândirea critică este procesul disciplinat intelectual de conceptualizare, aplicare, analiză, sinteză și/sau evaluare în mod activ și abil a informațiilor culese din, sau generate de observație, experiență, reflecție, raționament sau comunicare, ca ghid la credință și acțiune.”[13] Această definiție oferită de Ennis este foarte acceptată de Harvey Siegel,[14] Peter Fagione[11] și Deanna Kuhn.[15]
2. Conform definiției lui Ennis, gândirea critică necesită multă atenție și funcție cerebrală. Atunci când o abordare a gândirii critice este aplicată în educație, aceasta ajută creierul elevului să funcționeze mai bine și să înțeleagă diferit textele.
3. Diferite domenii de studiu pot necesita diferite tipuri de gândire critică. Gândirea critică oferă mai multe unghiuri și perspective asupra aceluiași material.